# 公共關係部
公共關係部於2022年7月成立，隸屬於香港警務處行動處，主要透過與社區及傳媒的聯繫，積極鞏固警隊的良好形像，使市民維持對治安高度的信心，前身為警察公共關係科。公共關係部由一名警務處助理處長擔任主管，一名總警司擔任副主管。
公共關係部有四大方向，包括：展示警隊專業執法、澄清失實訊息、提高透明度及加強警民關係，另有五大工作重點：說好警察、國家及香港故事、建立良好警民關係、培養青年正向價值觀、及早澄清謠言及善用科技。

## 組織
- 公共關係部：由一名助理處長出任主管及一名總警司指揮，轄下有三個組別。[3]
  - 社區關係課
    - 社區關係課負責推廣青少年和社群參與活動，向社區發放正面的警隊工作信息，加強市民對警隊的信任和支持
    - 社區關係分課1
      - 少年警訊組
      - 耆樂警訊及社區聯絡組

    - 社區關係分課2
      - 項目及發展組
      - 八鄉青少年發展組

    - 社區關係分課3
      - 策略聯絡組

  - 新聞及宣傳課
    - 宣傳及出版分課
      - 宣傳組
      - 編輯及研究組
      - 警聲組

    - 傳媒分課
      - 新聞室

    - 新聞及宣傳課主要由新聞主任處理一系列宣傳、出版、傳媒查詢及安排記者會等工作

  - 傳媒聯絡及支援課
    - 傳媒聯絡及支援課負責策劃和實施警隊的傳媒及公共關係框架下的工作，提升與不同傳媒機構的策略溝通，並統籌公共關係部的內部訓練、行政和支援等事宜
      - 多媒體傳訊分課
        - 社交媒體傳訊組 1
        - 社交媒體傳訊組 2
        - 影視組

      - 傳媒關係分課
        - 傳媒關係組
        - 公共關係策略組

      - 傳媒聯絡隊秘書處
        - 警察傳媒聯絡隊總部
        - 支援組
        - 行政組
        - 法定語文辦公室

### 歷任主管
職級為警務處助理處長（相當於首長級D2薪級）
- 郭嘉銓（2022年7月15日至2022年8月16日）
- 陳東（2022年8月16日至2023年8月）
- 陳思達（2023年8月至今）

### 歷任副主管
職級為總警司（相當於首長級D1薪級）
- 曾淑賢（2022年7月15日至2024年1月29日）
- 梁仲文（2024年1月29日至今）

## 公共關係部標誌[3]
公共關係部的標誌就如播放鍵，代表公共關係部將引領警隊的公關工作，與時並進、追求卓越。
「P」、「R」、「W」為公共關係部英文名稱（Public Relations Wing）的縮寫，三個英文字母構成一個三角形，環環交織，代表「連繫」，喻意公共關係部將團結社會，讓警隊和市民能同心同行、撲滅罪行；
「P」、「R」、「W」三個英文字母亦置於兩個代表社區（Community）的「C」中間，象徵公共關係部和社區夥伴在社區內透過與公眾溝通和協作，致力將警察信息傳遍社會每個角落。
顏色方面，標誌配搭代表活力創新的漸變藍色，象徵公共關係部工作能夠因時制宜，配合社會需求及轉變，透過警察故事向香港市民和全球說好國家故事及香港故事。

## 相關參見
- 警察公共關係科
- 警民關係組
- 警察公眾聯絡組
- 郭嘉銓